# 莫尼耶尔
莫尼耶尔（法語：Monnières，法語發音：[mɔnjɛʁ] ⓘ）是法国大西洋卢瓦尔省的一个市镇，位于该省东南部，属于南特区。

## 地理
莫尼耶尔（47°7'54"N, 1°21'21"W）面积9.78 平方千米，位于法国卢瓦尔河地区大区大西洋卢瓦尔省，该省份为法国西北部沿海省份，位于布列塔尼半岛东南部，北起伊勒-维莱讷省，西北接莫尔比昂省，西临大西洋，南至旺代省，东临曼恩-卢瓦尔省。
与莫尼耶尔接壤的市镇（或旧市镇、城区）包括：戈尔日、塞夫尔河畔迈东、勒帕莱、圣吕米纳德克利松。

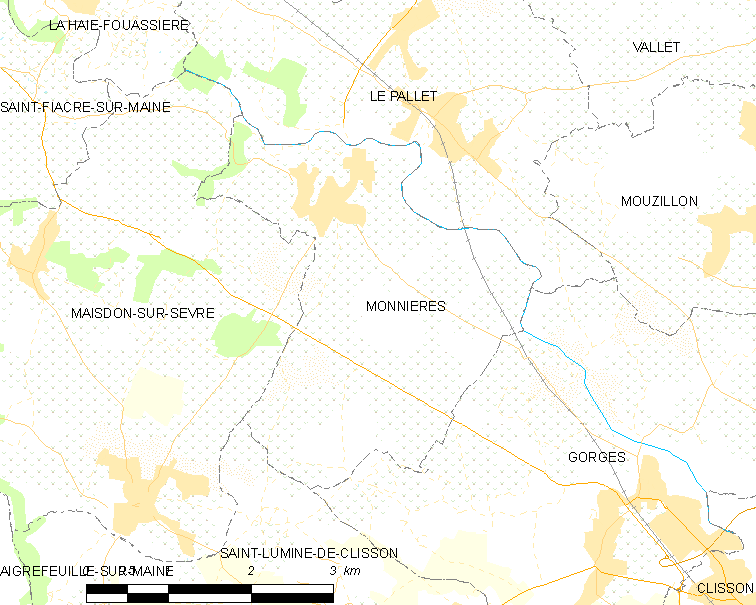
莫尼耶尔的OSM定位图

莫尼耶尔的时区为UTC+01:00、UTC+02:00（夏令时）。

## 行政
莫尼耶尔的邮政编码为44690，INSEE市镇编码为44100。

## 政治
莫尼耶尔所属的省级选区为克利松县。

## 人口

1962-2008年间莫尼耶尔人口变化图示

莫尼耶尔于2022年1月1日时的人口数量为2341人。